# Gerrardanthus
Gerrardanthus là một chi thực vật có hoa trong họ Cucurbitaceae.

## Các loài
Chi Gerrardanthus gồm 5 loài ở vùng nhiệt đới và miền nam châu Phi:
- Gerrardanthus grandiflorus Gilg ex Cogn., 1916: Đông nam Kenya, đông bắc Tanzania.
- Gerrardanthus lobatus (Cogn.) C.Jeffrey, 1962: Tây nam Ethiopia, Kenya, Malawi, Mozambique, Nigeria, Tanzania, Uganda, Cộng hòa Dân chủ Congo.
- Gerrardanthus macrorhizus Harv. ex Benth. & Hook.f., 1867: Nam Phi (các tỉnh Cape, KwaZulu-Natal), Mozambique, Swaziland.
- Gerrardanthus paniculatus (Mast.) Cogn., 1916: Angola, Cameroon, Gabon, Ghana, Guinea, Bờ Biển Ngà, Liberia, Nigeria, Cộng hòa Dân chủ Congo.
- Gerrardanthus tomentosus Hook.f., 1883: NamPhi (KwaZulu-Natal).

## Hình ảnh

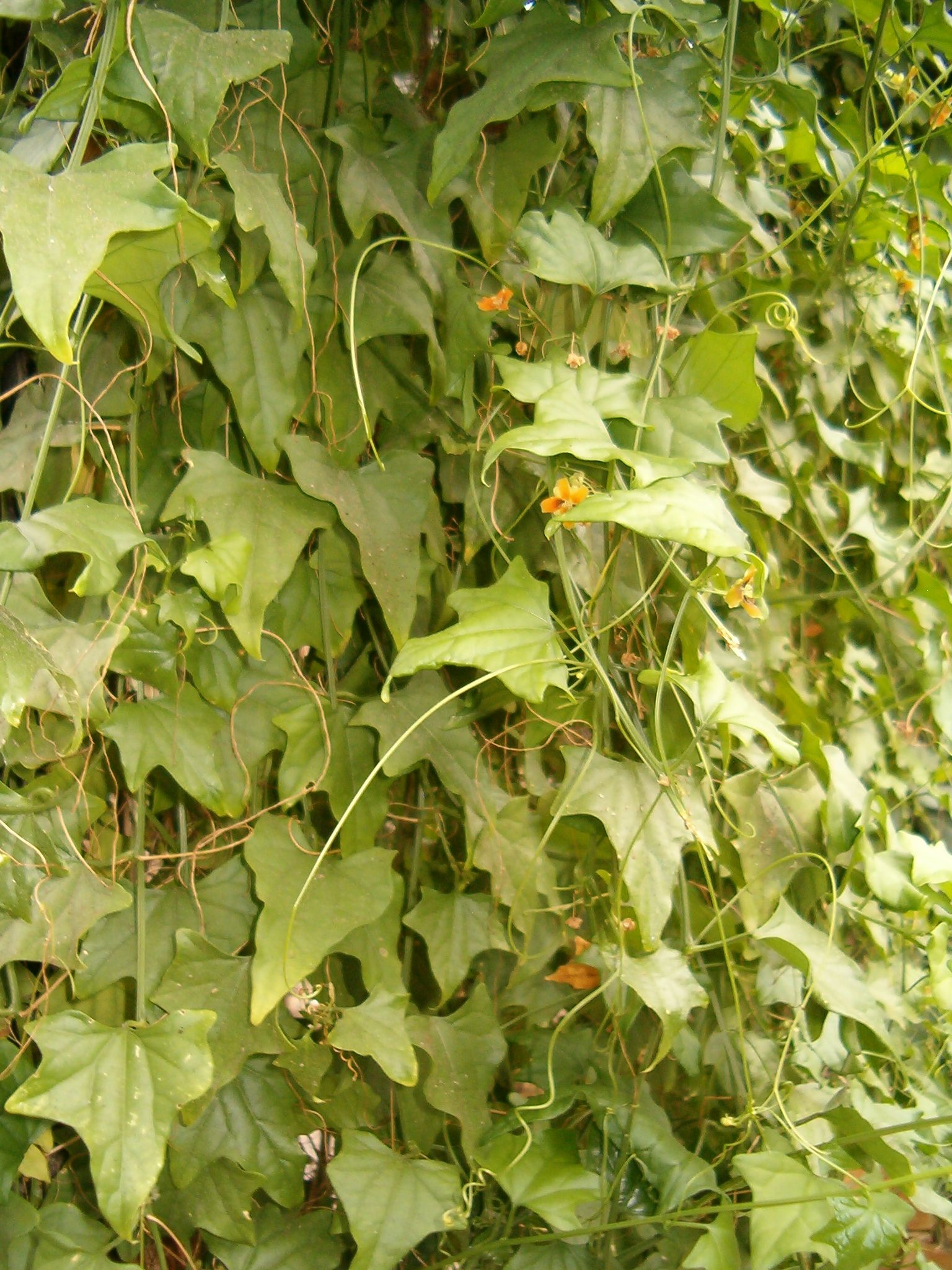